# Begonia hekensis
Espèce
Begonia hekensis est une espèce de plantes de la famille des Begoniaceae.
Elle a été décrite en 2009 par Daniel C. Thomas.